# Nikolaj Nikitovič Sljun'kov
Nikolaj Nikitovič Sljun'kov (in russo Николай Никитович Слюньков?; Gorodec, 26 aprile 1929 – Minsk, 9 agosto 2022) è stato un politico sovietico e successivamente bielorusso.

## Biografia
Fu Primo segretario del Partito Comunista della Bielorussia dal 1983 al 1987 e membro del Politburo del Partito Comunista dell'Unione Sovietica dal 26 giugno 1987 fino al 1990.